# Newnham College
Newnham College es un college para mujeres en la Universidad de Cambridge. Fue fundado en 1871 por Henry Sidgwick y fue el segundo college de Cambridge que admitió mujeres, siendo el primero el Girton.

## Historia
El progreso de la mujer en la universidad le debe mucho al trabajo pionero llevado a cabo por Henry Sidgwick, profesor del Trinity. Junto con Anne Clough –la primera directora del college– y Eleanor Balfour (futura mujer de Sidgwick), en 1871 Sidgwick supervisó la compra del n.º 74 de Regent Street, albergando a cinco estudiantes que querían asistir a clases pero que no vivían lo suficientemente cerca de la universidad para hacerlo. Tras mudarse a Merton House en Queen’s Road al año siguiente, en 1875 se construyó el primer edificio en el emplazamiento actual en Sidgwick Avenue, ahora llamado Old Hall. Entre 1875 y 1910 el college creció con la construcción de tres edificios más.
En este periodo inicial, todos los edificios fueron diseñados por Basil Champneys en el muy aclamado estilo “Reina Ana”. Estos y los posteriores edificios se agrupan alrededor de unos de los más bonitos jardines de Cambridge, escondido de la carretera gracias a los edificios que los rodean. No solo los jardines preciosos, sino que además (a diferencia de lo que pasa en otros college), todos los residentes pueden caminar por la hierba durante la mayor parte del año. El Newnham también tenía sus laboratorios, ya que no se permitía a las mujeres el acceso a los laboratorios de la universidad. Actualmente son un espacio teatral y una biblioteca. Esta biblioteca fue originalmente la fuente principal de referencia hasta que no se permitió a las mujeres el acceso a la biblioteca de la Universidad. Hoy en día sigue siendo una de las mayores bibliotecas de la Universidad.
El Newnham enseñaba un programa de estudios muy variado, adaptado a las estudiantes que en general tenían una educación anterior menor a la recibida por los hombres (a diferencia que el Girton que aceptaba a las mujeres con las mismas condiciones que a los hombres, y se les daba el mismo programa de estudios que a los hombres). Aunque lo normal era que los hombres recibieran su diploma tras haber cursado tres años, no todas las estudiantes del Newnham completaban sus estudios en ese tiempo sino que les podía llevar cuatro años de trabajo.